# 華特·懷特
老華特·哈特威爾·懷特（英語：Walter Hartwell White Sr.），通稱華特·懷特（Walter White），是由美國電視頻道AMC於2008至2013年期間播放的犯罪影集《絕命毒師》主角。
劇情將他描述為一名住在美國新墨西哥州阿布奎基一帶，生活並不順心的中年化學教師。某日懷特得知自己患罹肺癌後，為了家人往後的生計，他開始想暗中製作冰毒來獲取暴利。之後懷特與他先前教過的學生傑西·平克曼（Jesse Pinkman）合作製毒，並以「海森堡」（Heisenberg）作為他在販毒圈子裡的別名。
此角色是由文斯·吉利根構想，布萊恩·克蘭斯頓飾演。懷特在劇中的表現得到許多影評與媒體的迴響，克蘭斯頓也因此獲得多項榮譽，成為他個人演員生涯的代表作之一。

## 劇情描述
華特·懷特是一名在阿布奎基裡一間高中任職化學教師的中年男子，他年輕時曾與友人成立名叫灰質科技（Gray Matter Technologies）的公司，並提供專利技術。之後懷特在個人因素下不得不離開灰質科技，靠賣掉公司的股份獲得一些小錢，多年後灰質科技成長為市值數十億美元的公司，讓懷特對此事一直耿耿於懷。
懷特之後與史凱勒（Skyler）結婚，並育有一名長子小華特·懷特（Walter White Jr.），但小華特天生患有腦性麻痺，平時需要柺杖才能行動。史凱勒的妹妹瑪麗（Marie）與她在緝毒局上班的丈夫漢克（Hank），則是常與懷特一家往來的親屬。
因擔任化學教師的薪資逐漸無法負擔家中經濟，懷特只得在下班後到一間洗車場兼職，這讓自尊心強的懷特內心時常憤恨不平。之後懷特發現身上出現肺癌症狀，加上妻子史凱勒懷了第二胎，而小華特又有腦性麻痺情況，讓他開始對家人未來的經濟問題擔憂。
50歲生日當天懷特在家人替他準備的慶祝派對裡，看到電視上緝毒局偵破販毒集團案件的新聞時，他注意到販毒集團透過毒品交易獲得的大筆暴利，當時在派對現場的漢克對懷特開玩笑說可以在下次偵破製毒現場時帶他觀看，這讓懷特內心開始動了念頭。過了不久，懷特請求漢克帶他到案發現場附近觀看。就在緝毒局抓拿要犯時，懷特注意到現場附近有一個人想趁機脫離落跑，對方就是他之前授課的學生傑西·平克曼（Jesse Pinkman）。懷特隨後在私下偷偷去尋找平克曼，向平克曼表示他本身具有專業化學知識，而平克曼有在販毒圈裡的人脈與經歷，便提出他們兩人可以互相合作製毒的主意。投入製毒一事後，懷特採用了「海森堡」（Heisenberg，引用自德國物理學家維爾納·海森堡）當作他在販毒圈裡的別名，他所製作出的高純度冰毒，也逐漸在圈子裡引起話題。
在製毒的過程中，懷特遭遇到許多危機情況，以及不得不殺人的險境，必不時設法隱瞞實情，避免家人起疑與漢克的注意。隨著經歷多次事件後，懷特也逐漸顯露出深藏在他心裡，具備著暴戾殘酷、精於算計、控制慾強的另一面。

## 角色構思
華特·懷特是由影集編劇人文斯·吉利根創作的角色，他被構想成是因步入結構性中年危機，而不得選擇危險的方式生存，往後因此做出更多犯罪行為的人物。對吉利根來說，這種做法就像是把小說《萬世師表》（Goodbye, Mr. Chips）裡的奇普斯先生（Mr Chipping），給轉變成電影《疤面煞星》中的東尼·莫塔納（Tony Montana）那種情況。
布萊恩·克蘭斯頓是吉利根挑選為飾演懷特的人選，他過去曾在吉利根擔任劇本的電視劇《X檔案》第六季第二集裡，飾演一名叫做派屈克（Patrick）、身上患有絕症、性格為反猶太主義、並劫持主角福克斯·穆德（Fox Mulder）作為人質的角色。當時克蘭斯頓的演出表現，能讓觀眾對派屈克這個人物既厭惡又同情，而這一點正是吉利根所需要的。
最初AMC頻道高層人員對克蘭斯頓的興趣不高，對他的印象也只是一名在情境喜劇節目《左右做人難》演出的人物，並已物色了約翰·庫薩克、馬修·柏德瑞克兩名演員。之後在約翰·庫薩克與馬修·柏德瑞克都表態沒有參與《絕命毒師》的興致，以及吉利根將克蘭斯頓在《X檔案》中的表現展示給AMC頻道人員觀看後，才敲定將克蘭斯頓作為主角人選。
影集開始拍攝時，克蘭斯頓刻意增加了10磅的體重，以用來向觀眾暗示懷特這名角色的身體狀況維持得不太良好。在造型上，服裝設計師凱瑟琳·德托羅（Kathleen Detoro）藉由衣裝顏色的不同，來反應出懷特的性格演變，例如在《試播集》中一開始讓華特穿著卡其色之類的衣物，在該節目結尾則轉換成綠色；或著是在某一段時期的劇情讓華特穿著偏向紅色衣物，之後在慢慢變化成暗色。另外為了配合戲劇上的演出，克蘭斯頓有把自己的頭髮給染成棕色之外，也和化妝師佛瑞達·瓦倫蘇拉（Frieda Valenzuela）創造出懷特的鬍子造型，之後有其他人反應著懷特的鬍子像是「死毛毛蟲模樣」，則被克蘭斯頓認為是最有趣的看法。
在吉利根的劇本中，一開始並沒有詳細描述懷特的過去經歷，克蘭斯頓則提出許多他所想出的背景故事，對懷特這名角色的發展給予許多了貢獻。而若有不認同劇情處理方式的情況發生，克蘭斯頓都會直接反應給吉利根知悉。克蘭斯頓另外有從自己父親中年時身上的生理狀況、一副總是要負擔重責的模樣，來套用在懷特上。

## 社會反應

### 獎項

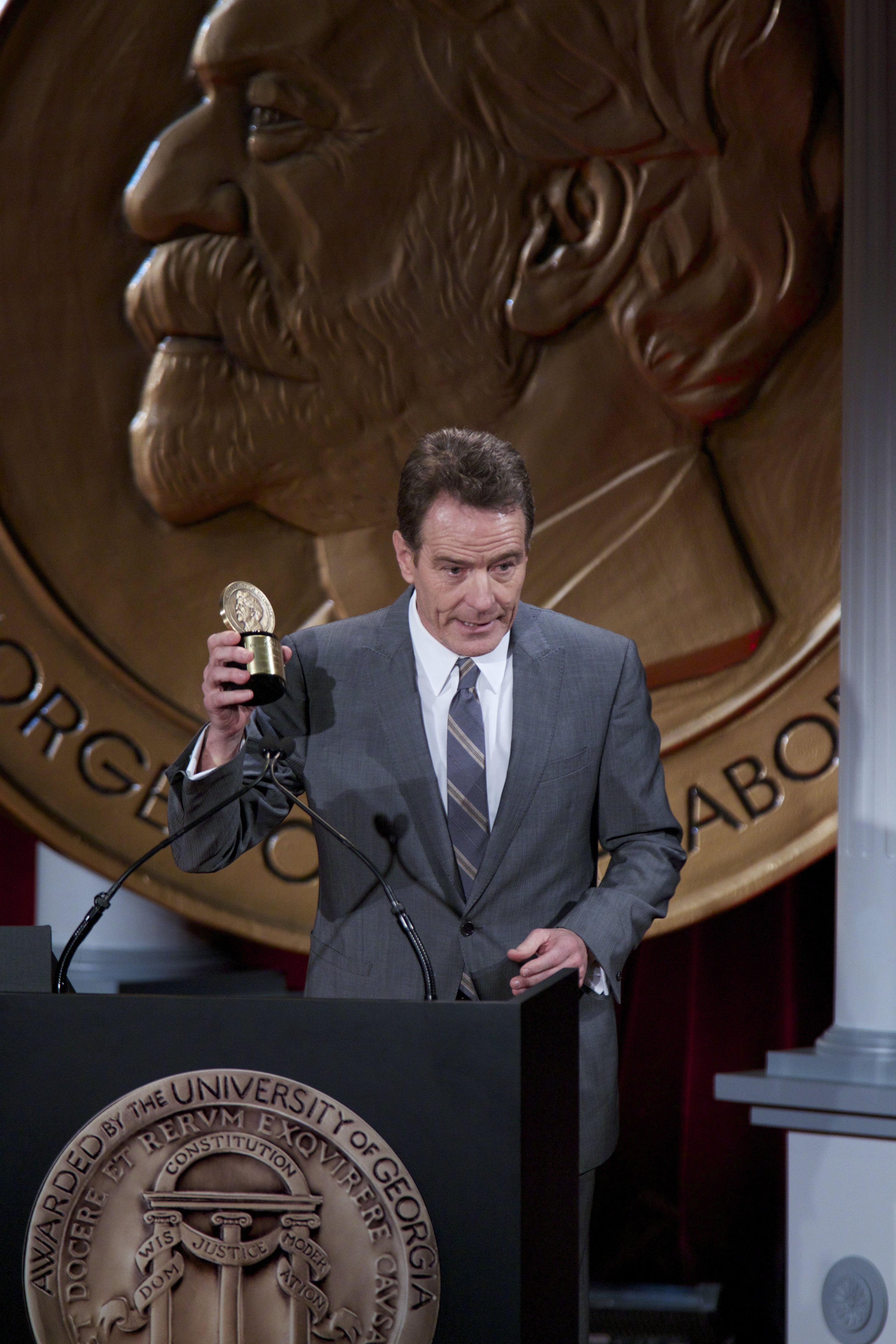
在2014年第73屆黃金時段艾美獎上獲獎的布萊恩·克蘭斯頓。

克蘭斯頓因飾演華特·懷特的精彩演技獲得到許多獎項與提名，在《絕命毒師》播出前三季後的期間裡，克蘭斯頓連續在2008到2010之間三年得到黃金時段艾美獎的最佳戲劇男主角獎，是繼過去比爾·寇司比後創下此紀錄的第二人。之後克蘭斯頓在《絕命毒師》第四季與第五季前半段的演出表現雖未獲獎，不過在第五季後半段的表現則再次拿下此獎項。
另外在金球獎的最佳電視戲劇男主角方面，克蘭斯頓從2011至2014年期間連續獲得提名，最後在2014年成功拿下此獎項。美國演員工會獎也在2010至2014連續5年提名克蘭斯頓為電視戲劇類最佳男演員，克蘭斯頓則有在2013與2014年兩次成功獲獎。
其它另包括有衛星獎的2008至2010連續三年拿到的最佳戲劇男主角、土星獎的2012至2013連續兩年的最佳戲劇演員等等。
此角色在影視獎項界受到的迴響，成為了克蘭斯頓個人演藝生涯的代表作之一。

### 評價
對創作者吉利根來說，懷特的黑暗個性以及道德方面爭議，讓他在編寫劇情時很難下手，因此當《絕命毒師》要結束內容時，吉利根表示他不會特別在意播出，因為腦海不用去想懷特的事對他而言是某種解脫。
媒體看法方面，《大西洋》雜誌認為懷特在過去就已經有著邪惡性格，患上癌症這件事只是加快暴露出他內心險惡一面的催化劑，而從染上重病那一刻起，便具備了會讓他轉變成一個怪物的所有因素。大眾文化網站Grantland表示懷特是《絕命毒師》裡最令人恐懼的存在，會導致面臨這種死亡與毀滅的局面並不是貪婪或癌症，而是沸騰的不滿怨恨。
其它像《好萊塢報導》肯定吉利根在劇情裡把懷特演變成一個無情角色的安排，認為在此之前沒有人會願意把主角弄成讓人厭惡的角色，也沒有人能做到這一點。《今日美國》則稱讚懷特的存在讓《絕命毒師》成為有史以來最了不起的戲劇作品，為我們觀賞的電視內容添增不少色彩。

### 引用

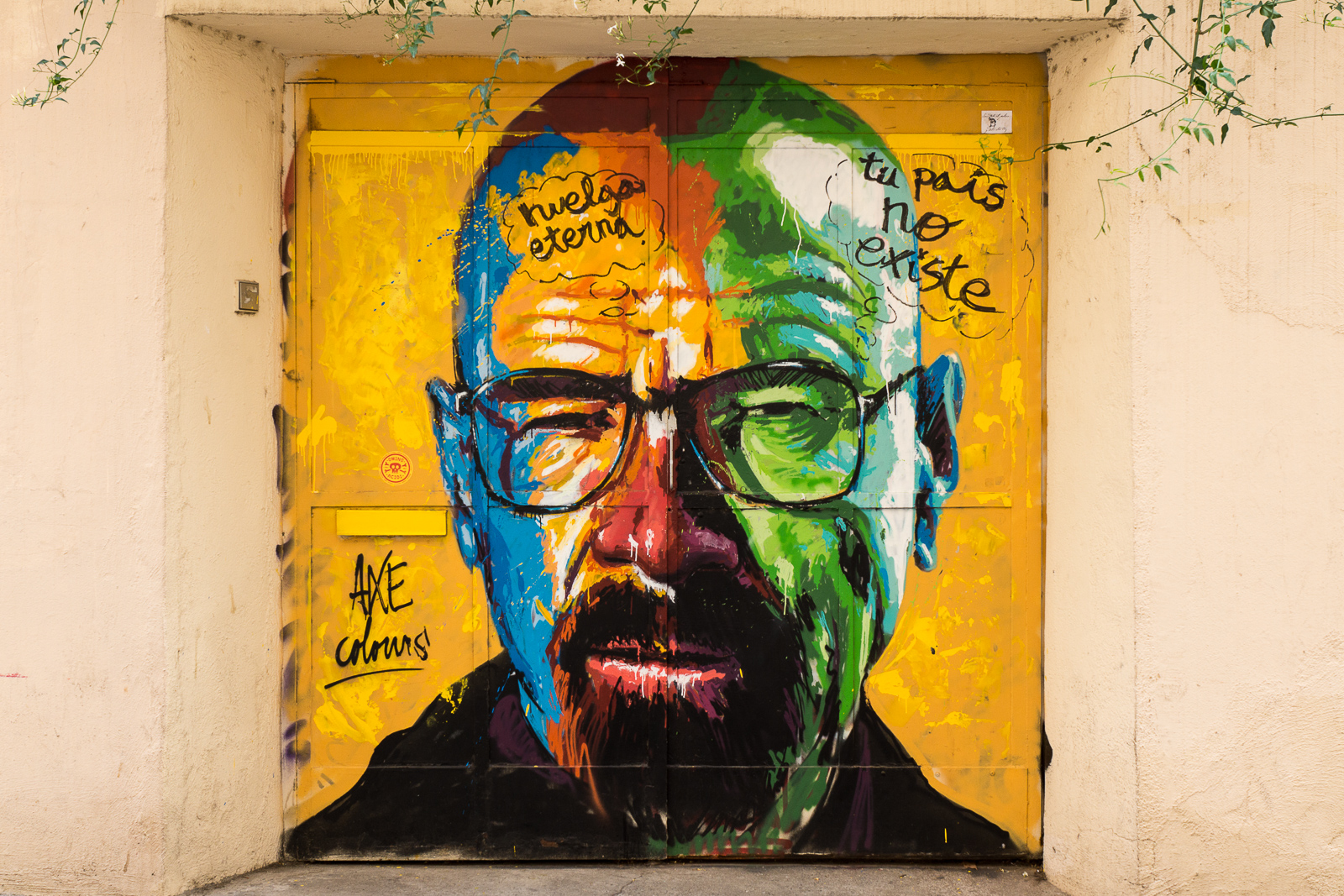
位於西班牙巴塞隆納一處有著華特·懷特街頭塗鴉的門口。

懷特在劇中的一些行為，有成為影迷模仿的對象。例如懷特在《絕命毒師》第三季第二集裡，有一段內容是懷特購買了一份披薩想對妻子史凱勒釋出善意，希望能獲得她的諒解；但在對方不領情後，便一氣之下將整個披薩甩到屋頂上。之後有不少影迷前往拍攝地點模仿懷特把披薩甩到屋頂上的橋段，造成該場景的實際屋主許多困擾，而讓吉利根不得不出面喊話請影迷停止該行為。
另外在《絕命毒師》播完最後一集後不久，2013年10月4日有一群影迷在阿布奎基當地報紙刊登了一份懷特的訃告。之後在19日演員傑克莫·布傑爾（Jackamoe Buzzell）集合了影迷在阿布奎基舉辦懷特的喪禮遊行活動，其中靈車造型是採用懷特在劇中用來製造冰毒的露營車。該活動之後在阿布奎基的「6855 4th St NW Los Ranchos」地址安置懷特的墓碑，該墓碑上的照片則是採用克蘭斯頓飾演懷特的劇照。此活動所獲取超過3萬美元的參加費，都作為給當地關懷無家可歸民眾之慈善機構的募款。
懷特也有被引用在一些大眾娛樂作品裡串場，例如由IDW發行的《忍者龜》第27期裡、或是《星戰毀滅者：機器人對喪屍》（Mars Attacks! Robots vs. Zombies）這些漫畫之中。而克蘭斯頓也曾以懷特的身分在一些媒體上出現，像是2015年第四十九屆超級盃比賽裡播放的一篇Esurance保險公司廣告，或是2016年12月10日的喜劇綜藝節目《週六夜現場》，當時在節目上的笑料是懷特表示新當選的美國總統唐納·川普要提拔他為美國緝毒局負責人。

## 揣測
《絕命毒師》播放結束後，不少影迷、媒體、或像是演員諾姆·麥克唐納等人，提出在最後一集裡懷特其實一開始就死在他偷來的富豪200汽車裡，之後所發生的事，純粹是懷特腦海裡幻想的如此說法。而吉利根得知後駁斥了這樣的猜測內容，表示著如果這一切只是懷特死前腦海裡的一場夢，那懷特是不可能憑空知道他的學生平克曼有被囚禁一事。

## 備註
1. ↑  《絕命毒師》第四季第十集劇情內容。
2. ↑  《絕命毒師》第二季第九集劇情內容。
3. 1 2 3 4 5 6 7  《絕命毒師》第一季第一集劇情內容。
4. ↑  《絕命毒師》第五季第六集劇情內容。
5. ↑  《絕命毒師》第一季第六集劇情內容。
6. ↑  《絕命毒師》第二季第七集劇情內容。
7. ↑  《絕命毒師》第一季第三集劇情內容。
8. ↑  傑克莫·布傑爾之後有在《絕命毒師》的關聯影集《絕命律師》第三季裡演出。

## 外部連結
- 《絕命毒師》官方網站的華特·懷特介紹 （页面存档备份，存于）
- 採用在《絕命毒師》影集裡，募款懷特癌症醫療費的網站「拯救華特·懷特」（页面存档备份，存于）